# مطمئن باش به عشق من نیاز خواهد داشت (ترانه)
«مطمئن باش به عشقِ من نیاز خواهد داشت» (انگلیسی: Bet'cha Gonna Need My Lovin) ترانه‌ای از خوانندۀ آمریکایی لاتویا جکسون و اولین تک‌آهنگ از آلبوم قلب دروغ نگو در سال ۱۹۸۴ است. این آهنگ در تک‌آهنگ‌های ۷ و ۱۲ اینچی منتشر شد و در جدول آهنگ‌ها و ترانه‌های داغ آراندبی/هیپ-هاپ به رتبه ۲۵ و در ترانه‌های باشگاه رقص در رتبه ۵۵ قرار گرفت. جکسون «مطمئن باش به عشقِ من نیاز خواهد داشت» را در ۳۰ ژوئن ۱۹۸۴، در برنامۀ استند باند اجرا کرد.

## نسخه‌ها
- نسخه آلبوم – ۴:۲۸
- نسخه ابزاری – ۵:۱۰
- نسخه تک – ۳:۳۷
- میکس آوازی
- میکس رادیویی ویژه
- میکس رادیویی ویژه - ساز